# Polymikrogyrie mit Sehnerv-Hypoplasie
Die Polymikrogyrie mit Sehnerv-Hypoplasie ist eine sehr seltene angeborene Erkrankung mit einer Kombination von Polymikrogyrie und Sehnerv-Hypoplasie.
Synonyme sind: englisch Polymicrogyria with optic nerve hypoplasia; Cortical dysplasia, complex, with other brain malformations 8
Die Erstbeschreibung durch die britischen Humangenetiker Mohammad R. Abdollahi, Ewan Morrison, Tamara Sirey und Mitarbeiter stammt aus dem Jahr 2009.

## Verbreitung
Die Häufigkeit wird mit unter 1 zu 1.000.000 angegeben, die Vererbung erfolgt autosomal-rezessiv.

## Ursache
Der Erkrankung liegen Mutationen im TUBA8-Gen auf Chromosom 22 Genort q11.21 zugrunde.

## Klinische Erscheinungen
Klinische Kriterien sind:
- ausgeprägte Entwicklungsverzögerung, Geistige Behinderung
- Muskelhypotonie des Neugeborenen
- Epilepsie
- Sehnerv-Hypoplasie
- ausgeprägte Polymikrogyrie beidseits, Balkenmangel
- Dysplasie des Hirnstammes am Übergang Metencephalon zu Medulla oblongata.